# Ритмичка гимнастика на Летњим олимпијским играма 2016.
Ритмичка гимнастика на Летњим олимпијским играма 2016. одржана је у две дисциплине: појединачни и екипни вишебој од 19. до 21. августа у Олимпијској арени Рио.

## Земље учеснице
Учествовале су гимнастичарке из 26 земаља.
1. Азербејџан (П -)
2. Аустралија (П -)
3. Аустрија (П -)
4. Белорусија (П + Е)
5. Бразил (П + Е)
6. Бугарска (П + Е)
7. Грузија (П -)
8. Грчка (П + Е)
9. Израел (П + Е)
10. Италија (П + Е)
11. Јапан (П + Е)
12. Јужна Кореја (П -)
13. Казахстан (П -)
14. Кина (П + Е)
15. Немачка (П + Е)
16. Румунија (П -)
17. Русија (П + Е)
18. САД (П + Е)
19. Узбекистан (П + Е)
20. Украјина (П + Е)
21. Узбекистан (П + Е)
22. Финска (П -)
23. Француска (П -)
24. Шпанија (П -)

## Програм и сатница
| КВ | Квалификације | Ф | Финале |

| Дисциплина↓/Датум → | 19. август | 20. август | 21. август |
| ------------------- | ---------- | ---------- | ---------- |
| Појединачни вишебој | КВ         | Ф          |            |
| Екипни вишебој      |            | КВ         | Ф          |

| Датум            | Време       | Такмичење                                  |
| ---------------- | ----------- | ------------------------------------------ |
| 19. август 2016. | 10.20—13.20 | Појединачне квалификације (обруч и лопта)  |
| 19. август 2016. | 14.50—17.50 | Појединачне квалификације (чуњеви и трака) |
| 20. август 2016. | 10.00—11.10 | Екипне квалификације ( 1. ротација)        |
| 20. август 2016. | 12.40—13.50 | Екипне квалификације ( 2. ротација)        |
| 20. август 2016. | 15.20—17.45 | Финале појединачног вишебоја               |
| 21. август 2016. | 13.00—14.45 | Финале екипног вишебоја]                   |

## Освајачи медаља
| Дисциплина          | | Резултат |                                                                                             | Резултат | | Резултат |
| Вишебој појединачно | Маргарита Мамун · Русија                                                                                     | 76.483   | Јана Кудрјавцева · Русија                                                                   | 75.608   | Ана Ризатдинова · Украјина                                                                                  | 73.583   |
| Вишебој екипно      | Вера Бирјукова · Anastasia Blizniuk · Анастасија Максимова · Анастасија Татарева · Марија Толкачева · Русија | 36.233   | Сандра Агилар · Артеми Гавезу · Елена Лопез · Лурдес Моједано · Alejandra Quereda · Шпанија | 35.766   | Рената Камбетова · Љубомира Казанова · Михаела Маевска · Цветелина Најденова · Христина Тодорова · Бугарска | 35.766   |

## Биланс медаља
|        | Земља      |   |   |   |   |
| ------ | ---------- | - | - | - | - |
| 1      | Русија ·   | 2 | 1 | 0 | 3 |
| 2      | Шпанија ·  | 0 | 1 | 0 | 1 |
| 3      | Украјина · | 0 | 0 | 1 | 1 |
| 3      | Бугарска · | 0 | 0 | 1 | 1 |
| Укупно | Укупно     | 2 | 2 | 2 | 6 |